# Tranh cãi tại Đại hội Thể thao Đông Nam Á 2023
Đã có nhiều tranh cãi xung quanh Đại hội Thể thao Đông Nam Á 2023, được tổ chức tại Phnom Penh, Campuchia. 

## Các nghi lễ

### Quốc kỳ bị treo ngược tại lễ khai mạc
Trong một màn trình diễn hâm nóng của các nghệ sĩ địa phương trước buổi lễ khai mạc chính thức, các là cờ của Việt Nam và Myanmar được phát hiện là đã bị treo ngược (đỉnh ngôi sao không hướng lên trên mà cắm xuống dưới). Ngoài ra, quốc kỳ của Indonesia cũng bị lật ngược trong tiết mục (với màu trắng phía trên và màu đỏ phia dưới, giống với cờ của Ba Lan), dẫn đến những phản ứng không hài lòng của dư luận nước này.
Ủy ban Olympic Indonesia (KOI) đã gửi công văn phản đối tới ban tổ chức của nước chủ nhà Campuchia (CAMSOC) về sự việc này. Tổng thư ký KOI Harry Warganegara xác nhận rằng phía Campuchia đã gửi lời xin lỗi tới Indonesia, và cho biết sẽ không để sự cố này lặp lại trong suốt đại hội. Town Production, một công ty truyền thông của Campuchia tham gia tổ chức buổi lễ, cũng đã đăng tải thư xin lỗi chính thức tới các nước liên quan, gọi sai lầm này là sự "thiếu tôn trọng".

### Mất quốc kỳ tại lễ bế mạc
Ở buổi lễ bế mạc diễn ra vào ngày 17 tháng 5, một sự cố nữa lại xảy ra liên quan đến quốc kỳ Việt Nam và Đông Timor; lá cờ của hai nước này không xuất hiện ở khu vực trình chiếu trung tâm của sân vận động Morodok Techo sau nghi thức tắt đuốc và hạ cờ Liên đoàn Thể thao Đông Nam Á, trong khi lá cờ của 9 nước Đông Nam Á còn lại được hiển thị đầy đủ. Việc thiếu vắng quốc kỳ của hai nước đã gây ra sự thắc mắc và khó hiểu với người hâm mộ khu vực.

## Các môn thể thao

### Vấn đề tên gọi bộ môn Muay Thái
Vào ngày 23 tháng 1 năm 2023, Campuchia đã tuyên bố loại bỏ môn Muay Thái để thay thế bằng "Kun Khmer" cho SEA Games 32, mà thực chất chỉ là việc đổi tên "Muay Thái" thành "Kun Khmer". Các quan chức Campuchia cũng đã khẳng định bộ môn võ này xuất phát từ người Khmer. Việc thay đổi tên môn đã khiến Thái Lan tức giận và tuyên bố sẽ không gửi vận động viên Muay Thái đến tham dự và tẩy chay môn "Kun Khmer". Đáp lại, phía Campuchia cho biết sẽ không cử vận động viên tham dự Muay Thái tại SEA Games 33 ở Thái Lan.
Trước động thái của Campuchia, Liên đoàn Muay Thái thế giới (IFMA) đã gửi thư cảnh báo đến sáu liên đoàn thành viên trong khu vực rằng sẽ cấm các võ sĩ tham dự các giải đấu thuộc hệ thống Muay quốc tế nếu tham gia thi đấu môn Kun Khmer tại SEA Games, và đe dọa sẽ tố cáo vụ việc lên Ủy ban Olympic. Mặc dù vậy, vẫn có 7 nước quyết định đăng ký thi đấu ở nội dung này. Trưởng đoàn đội tuyển Kun Khmer Việt Nam Giáp Trung Thang nói rằng họ đã làm việc với chủ tịch IFMA và được biết liên đoàn có cấm họ tham dự các giải quốc tế, nhưng sau đó đã chấp nhận để họ thi đấu ở SEA Games.

### Lộ slide PowerPoint trong lễ bốc thăm môn bóng đá
Chiều ngày 5 tháng 4 năm 2023, trong lúc tiến hành bốc thăm chia các nhóm hạt giống cho môn bóng đá nữ, ban tổ chức đã bất ngờ để lộ giao diện phần mềm PowerPoint trong lúc trình chiếu. Việc này, cộng với kết quả bốc thăm có lợi cho đội bóng đá nam của nước chủ nhà trước đó đã dấy lên nghi vấn về việc ban tổ chức gian lận kết quả bốc thăm. Tuy nhiên, theo một bài viết trên Zing News, phần mềm PowerPoint từ bản 2016 trở về sau đã có tính năng Keep Slides Updated, cho phép chỉnh sửa slide trong lúc trình chiếu. Vì vậy mà không có đủ bằng chứng để kết luận Campuchia gian lận khi tổ chức bốc thăm.

### Bốc thăm lại môn bóng chuyền nam
Sau buổi lễ bốc thăm chia bảng môn bóng chuyền nam vào ngày 5 tháng 4, Liên đoàn bóng chuyền Philippines (PNVF) đã tỏ ra ngạc nhiên khi đội tuyển bóng chuyền nam nước này không có tên trong danh sách bốc thăm, mặc dù phía Philippines cho hay họ đã đăng ký với ban tổ chức từ trước. Nguyên nhân sau đó được xác định là do Ủy ban Olympic nước này (POC) mới chỉ đăng ký đội tuyển nữ mà bỏ quên đội tuyển nam, và chỉ đến ngày bốc thăm họ mới nhận ra sai lầm. Phía Philippines đã nhận lỗi và bày tỏ mong muốn được bốc thăm lại; họ nhận được sự đồng ý của 5/8 nước tham dự nội dung này. Tuy nhiên, thay vì bốc thăm lại, nước chủ nhà đã xếp Philippines vào thẳng bảng A cùng với Indonesia, Campuchia và Singapore. Bảng B đã được xác định từ trước với các đội Việt Nam, Thái Lan, Malaysia và Myanmar.

### Thay đổi lịch thi đấu môn điền kinh
Ở nội dung điền kinh, ban tổ chức đã từng thay đổi lịch thi đấu trong ba ngày 8, 9 và 10 tháng 5. Tuy nhiên, trước ngày thi đấu 9 tháng 5, lịch thi đấu một lần nữa bị thay đổi. Điều này khiến cho vận động viên Nguyễn Thị Oanh của Việt Nam phải đối diện với lịch thi đấu vô cùng dày đặc, khi phải tham dự nội dung 1500m và 3000m chướng ngại vật trong vòng 20 phút. Với quãng nghỉ ngắn ngủi, Nguyễn Thị Oanh đã gây ngỡ ngàng khi liên tiếp về nhất ở hai nội dung đường dài này, với thành tích lần lượt là 4 phút 16 giây 85 và 10 phút 34 giây 39. Thậm chí, cô đã phải xin hoãn kiểm tra doping ngay sau khi hoàn thành nội dung 1500m để có đủ thời gian chuẩn bị cho nội dung tiếp theo.
Sau sự việc, Giám đốc kỹ thuật môn Điền kinh tại SEA Games 32 đã gửi lời xin lỗi tới Liên đoàn Điền kinh Việt Nam và khẳng định, bộ phận điều hành không có ý định làm tổn hại các vận động viên tham dự SEA Games. Trước đó, vào tối ngày 9 tháng 5 đã diễn ra buổi họp giữa ban tổ chức môn điền kinh với các lãnh đội. Đại diện Việt Nam cùng các nước lên tiếng phản đối việc thay đổi lịch thi đấu liên tục làm ảnh hưởng đến chuyên môn của vận động viên. Đại diện Ban tổ chức môn điền kinh đã tiếp thu ý kiến của các đội và hứa không thay đổi lịch từ đây đến hết giải.

### Kình ngư Philippines thi đấu một mình vì sự cố xuất phát
Ở nội dung 100m bơi ngửa nam diễn ra ngày 6 tháng 5, kình ngư Jerard Dominic Jacinto của Philippines được sắp xếp xuất phát ở làn bơi số 2 cùng 7 vận động viên khác. Nhưng khi còi hiệu bắt đầu vang lên, thang đứng ở vạch xuất phát của Dominic bất ngờ gặp sự cố khi một bên dây giữ thang bị đứt và rơi xuống nước, khiến anh không thể thực hiện lượt bơi của mình. Anh được ban tổ chức sắp xếp thi đấu ở lượt tiếp theo, nhưng vì lượt bơi vòng loại thứ ba đã đủ 8 vận động viên nên Dominic phải thi đấu riêng một lượt. Dù vậy, anh đã dẫn đầu vòng loại với thành tích 56 giây 88.

### Tuyển bóng chuyền nữ Campuchia hai lần bỏ cuộc
Dù là chủ nhà, đội tuyển bóng chuyền nữ Campuchia đã gây thất vọng khi hai lần liên tiếp vắng mặt tại loạt trận đấu phân hạng 5-8 của môn bóng chuyền nữ mà không thông báo với ban tổ chức. Ở trận đấu đầu tiên gặp Malaysia ngày 13 tháng 5, họ đã không có mặt trong khi Malaysia đã tiến hành các thủ tục thi đấu từ trước, dẫn đến việc đội bóng này phải tự chia đội hình đấu nội bộ với nhau như một buổi tập. Một ngày sau đó, Campuchia tiếp tục bỏ trận tranh hạng 7 với Myanmar khiến đối thủ phải chờ đợi suốt 1 tiếng đồng hồ trước khi đội Myanmar chụp ảnh lưu niệm và ra về, còn sân bóng chuyền trở thành nơi thi đấu giao lưu cho các trọng tài và tình nguyện viên. Cả hai lần, Campuchia đều bị xử thua 0-3, qua đó xếp hạng 8 chung cuộc ở nội dung này. Hành động trên của đội tuyển nữ Campuchia được cho là bắt nguồn từ kết quả thi đấu kém cỏi của đội tại vòng bảng.

### Xô xát tại chung kết bóng đá nam
Trong trận chung kết môn bóng đá nam giữa U-22 Indonesia và U-22 Thái Lan, các cầu thủ và ban huấn luyện của hai đội đã tấn công lẫn nhau ở cuối hiệp 2 và đầu hiệp phụ, buộc trọng tài phải rút ra 7 thẻ đỏ và 12 thẻ vàng. Nguồn cơn ẩu đả xuất phát từ màn ăn mừng bàn thắng thái quá của Thái Lan, sau khi Yotsakon Burapha gỡ hoà 2–2 ở những giây bù giờ cuối cùng của hiệp 2. Trợ lý cùng các cầu thủ dự bị và một vài thành viên khác trong ban huấn luyện Thái Lan chạy về phía Indonesia ăn mừng bàn thắng đầy khiêu khích. Hành động này nhằm trả đũa cho việc Indonesia lao vào sân mừng chiến thắng trước đó 1 phút, trong khi thực tế, họ đã nhầm tưởng trận đấu kết thúc khi trọng tài thổi còi đá phạt.
Chứng kiến màn khiêu khích của người Thái, cầu thủ dự bị Titan Agung của Indonesia lao đến đạp trợ lý huấn luyện viên của Thái Lan, thổi bùng bạo lực. Hai người này sau đó phải nhận thẻ đỏ trực tiếp. Đầu hiệp phụ, Indonesia nâng tỷ số lên 3–2, và cầu thủ của họ lao về phía Thái Lan để đáp trả. Một cuộc hỗn chiến khác nổ ra ngay bên ngoài sân. Thủ môn Thái Lan Soponvit nhảy lên đấm vào mặt trung vệ Komang, sau đó bị đánh trả. Cả hai phải nhận thẻ đỏ vì tình huống này, cùng với ba thành viên khác trong ban huấn luyện hai đội. Cuộc ẩu đả căng thẳng đến mức lực lượng cảnh sát đã phải vào sân để can ngăn. Khi thi đấu trở lại, cả hai đội đều còn 10 người trên sân. Thái Lan thậm chí còn mất thêm 2 cầu thủ nữa, khi Jonathan Khemdee và Teerasak Phoephimai nhận lần lượt tấm thẻ vàng thứ hai và thẻ đỏ trực tiếp sau đó. Chung cuộc, U-22 Indonesia thắng U-22 Thái Lan 5–2 và lên ngôi vô địch sau 32 năm chờ đợi.
Truyền thông Indonesia đã lên tiếng việc trưởng đoàn bóng đá nước này Kombes Pol Sumardji bị tấn công khi trận đấu diễn ra, nhưng ông cho biết "đã cố gắng can ngăn mọi người lại nhưng chính tôi là người bị đánh". Báo Antaranews cho biết ông Sumardji bị chảy máu môi vì vụ xô xát. Sumardji cho biết ông đã gửi lời xin lỗi tới ban huấn luyện của U-22 Thái Lan về vụ ẩu đả. CNN Indonesia mô tả trong lúc giằng co, ông Sumardji đã bị một thành viên ban huấn luyện U-22 Thái Lan đẩy ngã xuống sân. Trưởng đoàn sau đó đã được 2 nhân viên ban huấn luyện của mình dìu về chỗ ngồi. Ông Yutthana Yimkarun quyết định từ chức Giám đốc Kỹ thuật Hiệp hội bóng đá Thái Lan (FAT) kiêm trưởng đoàn đội Thái Lan sau vụ hỗn chiến ở chung kết SEA Games 32. Chủ tịch Ủy ban Olympic quốc gia Indonesia (NOC) Raja Sapta Oktohari cùng với Hiệp hội bóng đá nước này (PSSI) dự định sẽ báo cáo vụ việc với Liên đoàn bóng đá thế giới (FIFA).
Sau khi xô xát xảy ra, FAT đã mời tướng Amnuay Nimmano chỉ đạo Ủy ban điều tra để làm rõ vụ việc. Đến ngày 18/5, FAT công bố kết quả. Theo đó, HLV thủ môn Prasadchok Chokmoh, trợ lý HLV Phatrawut Wongsripuek và quan chức đi cùng đội Mayid Madada bị cấm làm việc ở các đội tuyển quốc gia một năm. Ba người này bị buộc tội vi phạm quy tắc đạo đức và chuẩn mực cho cá nhân hoạt động trong lĩnh vực thể thao, theo điều lệ của FAT. Hai cầu thủ tham gia xô xát, gồm thủ môn Sohonwit Rakyath và cầu thủ dự bị Teerapak Pruengna, bị cấm khoác áo các đội tuyển trong sáu tháng. FAT tuyên bố nương tay với hai cầu thủ này vì họ còn trẻ và đã đưa ra lời xin lỗi sau vụ bạo loạn.
Ủy ban kỷ luật của Liên đoàn bóng đá châu Á (AFC) vào ngày 11 tháng 7 đã có án phạt nặng dành cho hai đội sau vụ ẩu đả ở chung kết bóng đá nam SEA Games 32. Tổng cộng 14 người, trong đó có 3 cầu thủ và 4 thành viên ban huấn luyện Indonesia, cùng với 2 cầu thủ và 5 thành viên ban huấn luyện Thái Lan, phải chịu hình phạt với các mức độ khác nhau. Ngoài ra, Hiệp hội Bóng đá Thái Lan (FAT) cũng phải nộp phạt 10.000 USD vì vi phạm điều 51.1 của Bộ quy tắc kỷ luật và đạo đức AFC.

### Cầu thủ Thái Lan ném huy chương bạc
Sau trận chung kết môn bóng đá nam, Quốc vụ khanh Bộ Thông tin Campuchia Chum Kosal yêu cầu Thái Lan giáo dục lại trung vệ Jonathan Khemdee vì hành xử thiếu tế nhị sau chung kết môn bóng đá nam SEA Games 32. Kèm với đó là ba tấm ảnh chụp Khemdee ném tấm huy chương bạc lên khu vực khán đài có các cổ động viên Thái Lan. Khemdee đã lên tiếng thanh minh rằng anh muốn tặng huy chương cho một CĐV thân thiết, nhưng lời giải thích bị cho là không đủ thuyết phục và khiến trung vệ Thái Lan nhận thêm chỉ trích. Trước đó, tài năng 21 tuổi lai Đan Mạch đã gây bức xúc ngay trước chung kết khi đã tuyên bố không khoác áo bất kỳ đội tuyển nào của Thái Lan nữa sau SEA Games 32, để tập trung cho sự nghiệp câu lạc bộ.

## Giới hạn số nội dung tham dự và huy chương
Tại SEA Games lần này, chủ nhà Campuchia đã đưa ra các biện pháp hạn chế số lượng VĐV các đoàn thể thao khác thi đấu trong một số bộ môn thể thao, đặc biệt là các môn võ thuật và đối kháng. Theo đó, các nước khác chỉ được đăng ký không quá 70% số nội dung thi đấu, trong khi chủ nhà được toàn quyền tham dự ở tất cả các nội dung này. Philippines đã phản đối quy định nêu trên và cho rằng đây là cách để Campuchia tối đa hóa cơ hội giành huy chương vàng của mình và giảm khả năng cạnh tranh của đối thủ.
Ở môn cầu lông, Campuchia đã tổ chức một nội dung mới, lần đầu tiên xuất hiện ở SEA Games là đồng đội hỗn hợp, trong đó các đội thi đấu theo đơn nam, đơn nữ, đôi nam, đôi nữ và đôi nam nữ. Các đoàn thể thao từng giành huy chương cầu lông (bao gồm Việt Nam, Thái Lan, Indonesia và Malaysia) đều không được tham dự, chỉ có Campuchia, Lào, Brunei, Đông Timor và Myanmar tranh tài ở nội dung này. Bambang Roedyanto, một quan chức kỹ thuật tại Đại hội, nói rằng "Campuchia [muốn] có cơ hội giành huy chương [ở môn cầu lông], vì vậy [nội dung đồng đội hỗn hợp] được tổ chức giữa các quốc gia [có nền cầu lông đang phát triển]". Một số quy định hạn chế tương tự cũng được áp dụng ở các môn đua thuyền, thể thao điện tử.
Indonesia đã càn quét bục huy chương ở nội dung đua xe đạp băng đồng của nam. Tuy nhiên, điều lệ của Liên đoàn Thể thao Đông Nam Á (SEAGF) điều 37 khoản C có quy định cấm các vận động viên của cùng một quốc gia giành toàn bộ bộ huy chương (vàng, bạc, đồng) trong cùng một nội dung. Vì vậy mà người về đích thứ ba, Ihza Muhammad phải nhường lại huy chương đồng cho tay đua về thứ tư Khim Menglong của Campuchia. Đáng nói, quy định này không có trong các quy định của IOC, khi một quốc gia có thể quét sạch huy chương.

## Công tác tổ chức
Tình trạng mặt sân được sử dụng cho nội dung bóng rổ 5x5 đã bị chỉ trích bởi huấn luyện viên trưởng tuyển bóng rổ nam Philipppines, Chot Reyes. Một số bức ảnh cận cảnh được chụp cho thấy sàn thi đấu đã được phủ lên trên một lớp sàn gỗ với nhiều nếp uốn, và dường như được làm từ vải sơn hoặc nhựa vinyl, những chất liệu chủ yếu được sử dụng trong nội trợ. Vì mặt sân này mà một vận động viên Campuchia đã gặp chấn thương trong trận đấu với Singapore ngày 9 tháng 5.
Tại lễ trao huy chương nội dung đi bộ cự ly 20 km, do khu vực trao giải tại Siem Reap không có hệ thống đèn chiếu sáng nên ban tổ chức đã phải sử dụng đèn pha ô tô để thay thế.  Điều này xuất phát từ việc lịch thi đấu nội dung này được ấn định vào buổi chiều thay vì buổi sáng như thường lệ, khiến các vận động viên phải nhận huy chương ngay trong buổi tối.
Ở làng vận động viên, phòng của đội tuyển cầu lông nữ Indonesia gặp sự cố dột nước sau một trận mưa lớn. Hiện tượng này cũng xảy ra ở một số phòng của các vận động viên Indonesia khác trong làng vận động viên ở Campuchia. Các phòng bị thấm dột ngay lập tức được ban chỉ đạo phối hợp xử lý.

## Phán quyết trong các trận đấu

### Tranh chấp huy chương trận chung kết môn pencak silat
Trận chung kết tanding B hạng cân 50–55 kg nữ môn pencak silat diễn ra ngày 10 tháng 5 giữa hai vận động viên Safira Dwi Meilani (Indonesia) và Nguyễn Hoàng Hồng Ân (Việt Nam). Khi trận đấu chỉ còn chưa đầy 18 giây, Hồng Ân đã tung đòn khoá tay Safira thành công và được tổ trọng tài xử thắng knock-out, lúc này tỷ số đang là 61-43 cho Indonesia. Kết quả này khiến phía Indonesia phản ứng mãnh liệt, họ gửi đơn khiếu nại lên ban tổ chức trận đấu và thậm chí xảy ra xô xát với ban huấn luyện Việt Nam.
Sau một thời gian hội ý, điều phối viên thông báo thay đổi kết quả trận đấu, huy chương vàng thuộc về võ sĩ Indonesia. Diễn biến trên khiến đoàn Việt Nam bất ngờ và tiếp tục gửi đơn khiếu nại ngay lập tức. Sau hơn 1 tiếng nữa, trọng tài lại quyết định trao phần thắng cho Hồng Ân. Tuy nhiên, phía Indonesia lại tiếp tục phản đối , và sau cùng, võ sĩ Safira Dwi Meilani cũng được ban tổ chức công nhận đoạt huy chương vàng; cả hai cùng chia nhau vị trí cao nhất và không có huy chương bạc nào được trao.

### Tuyển Valorant Indonesia từ chối đấu chung kết
Trong trận chung kết bộ môn thể thao điện tử Valorant giữa Singapore và Indonesia ngày 10 tháng 5, đội tuyển Indonesia cho rằng các thành viên đội tuyển Singapore lạm dụng bug (lỗi) game để có lợi thế về tầm nhìn. Theo đó, Singapore được cho là sử dụng đặc vụ Cypher (nhân vật trong game) đặt camera quan sát ở vị trí không được phép. Indonesia đang bị dẫn 4-10 ở ván 2 (trước đó họ thua 8-13 ở ván 1) khi trận đấu bị dừng kéo dài vì lỗi kỹ thuật. Ban tổ chức cũng ngừng phát trực tiếp trận đấu trên các nền tảng. Cả hai đội được yêu cầu thi đấu lại vào sáng 11 tháng 5, theo người phát ngôn của Liên đoàn Thể thao điện tử Singapore (SGEA). Tuy nhiên, Indonesia từ chối tái đấu, chấp nhận để HCV về tay tuyển Singapore. Juanita Zelia Valeska Tanjung - đại sứ thương hiệu của đoàn Valorant Indonesia ở SEA Games 2023 cho rằng nguyên nhân khiến Indonesia quyết định bỏ trận chung kết là để "bảo vệ danh dự quốc gia". Sau đó, ban tổ chức thông báo tuyển Indonesia sẽ được nhận HCV cùng với Singapore, đồng nghĩa với việc nội dung này không có HCB.

### Bốc thăm để xác định huy chương vàng
Trận chung kết nội dung thi đấu đối kháng Vovinam hạng cân 65 kg nữ ngày 8 tháng 5 chứng kiến màn đối đầu kịch tính giữa hai võ sĩ Bùi Thị Thảo Ngân của Việt Nam và Hergie Tao-wag của Philippines. Cả hai võ sĩ hòa nhau sau 3 hiệp đấu đầu tiên và tiếp tục bằng điểm ở hiệp phụ thứ 4, một kết quả hiếm khi xảy ra ở môn võ này. Vì vậy, ban tổ chức trận đấu đã phải sử dụng thủ tục bốc thăm để tìm ra người chiến thắng. Dù không đồng ý với cách phân định này, cô đã được ban tổ chức tạo điều kiện bốc thăm trước để đảm bảo tính công bằng và khách quan. Tuy nhiên, lá thăm may rủi đã đứng về phía võ sĩ Bùi Thị Thảo Ngân của Việt Nam, đồng nghĩa với việc cô giành huy chương vàng ở nội dung này.

## Bản quyền truyền hình
Vào tháng 3 năm 2023, truyền thông Thái Lan đưa tin cơ quan thể thao của nước này (SAT) không đồng ý mua bản quyền phát sóng SEA Games 32 vì mức giá quá cao. Cụ thể, bản quyền phát sóng Đại hội tại đây được phía chủ nhà Campuchia báo giá lên đến 800.000 USD, mức cao chưa từng có trong lịch sử. Mức giá này đắt gấp nhiều lần so với 5.000 USD của SEA Games 30 tại Philippines, hay 10.000 USD cho SEA Games 31 tại Việt Nam. Ngoài Thái Lan, một số quốc gia khác như Indonesia cũng lên tiếng phàn nàn về mức giá bản quyền quá cao cho kỳ Đại hội lần này. Tại thời điểm, mới chỉ có 4 nước gồm Indonesia, Malaysia, Singapore và Việt Nam đã đồng ý mua bản quyền phát sóng, trong đó Singapore được cho là đã bỏ ra khoảng 500.000 USD.
Theo truyền thống, các đài truyền hình muốn có quyền phát sóng đại hội thường chỉ phải trả một khoản phí tượng trưng cho nước chủ nhà, gọi là "phí truyền dẫn". Tuy nhiên, đây lại là năm đầu tiên bản quyền truyền hình được phía Campuchia bán một cách thực sự đến các quốc gia trong khu vực, với mong muốn có thêm nguồn kinh phí hỗ trợ tổ chức đại hội. Vào ngày 31 tháng 3 năm 2023, Thủ tướng Campuchia Hun Sen ra chỉ đạo không thu tiền bản quyền phát sóng SEA Games và ASEAN Para Games đối với các đài truyền hình trong và ngoài nước. Những nước đã mua bản quyền trước đó sẽ được hoàn lại tiền và chỉ tính phí truyền dẫn.
Thủ tướng Hun Sen tiếp đó đã chỉ đạo các đài truyền hình quốc gia và tư nhân cùng tham gia truyền hình trực tiếp tất cả các môn thi đấu tại SEA Games để người dân có thể theo dõi trọn vẹn kỳ đại hội lịch sử này. Theo báo chí Campuchia, chính ông Hun Sen đã không xem được qua sóng truyền hình các trận bóng đá nam diễn ra chiều tối 30 tháng 4 và được biết, các nhà đài chỉ phát sóng những sự kiện có đoàn thể thao Campuchia tham dự. Không hài lòng vì điều này, ngay ngày hôm sau, khi đang tham dự lễ động thổ mở rộng cảng Sihanoukville ở tỉnh Preah Sihanouk, ông Hun Sen đã đe dọa sẽ sa thải giám đốc và phó giám đốc đài truyền hình quốc gia nếu tiếp tục để tình trạng này diễn ra đến tối hôm đó.